# Bernard Chiarelli
Bernard Chiarelli (ur. 24 lutego 1934 w Valenciennes, zm. 17 listopada 2024) – francuski piłkarz grający na pozycji pomocnika. W swojej karierze rozegrał 1 mecz w reprezentacji Francji.

## Kariera klubowa
Karierę piłkarską Chiarelli rozpoczął w klubie US Valenciennes. W sezonie 1951/1952 zadebiutował w nim w drugiej lidze francuskiej. W sezonie 1955/1956 awansował z Valenciennes z drugiej do pierwszej ligi. W barwach Valenciennes grał do końca sezonu 1957/1958.
Latem 1958 roku Chiarelli zmienił klub. Odszedł z Valenciennes do RC Lens. Występował w nim przez rok i w 1959 roku traifł do grającego w drugiej lidze, Lille OSC. W 1961 roku przeszedł z Lille do pierwszoligowego UA Sedan Torcy. W 1963 roku zakończył swoją karierę w barwach tego klubu.
| Sezon   | Klub            | Kraj    | Rozgrywki  | Mecze | Bramki |
| ------- | --------------- | ------- | ---------- | ----- | ------ |
| 1951/52 | US Valenciennes | Francja | Division 2 | 2     | 0      |
| 1952/53 | US Valenciennes | Francja | Division 2 | 8     | 0      |
| 1953/54 | US Valenciennes | Francja | Division 2 | 34    | 8      |
| 1954/55 | US Valenciennes | Francja | Division 2 | 34    | 3      |
| 1955/56 | US Valenciennes | Francja | Division 2 | 34    | 6      |
| 1956/57 | US Valenciennes | Francja | Division 1 | 33    | 3      |
| 1957/58 | US Valenciennes | Francja | Division 1 | 26    | 5      |
| 1958/59 | RC Lens         | Francja | Division 1 | 33    | 5      |
| 1959/60 | Lille OSC       | Francja | Division 2 | 30    | 7      |
| 1960/61 | Lille OSC       | Francja | Division 2 | 32    | 3      |
| 1961/62 | Lille OSC       | Francja | Division 2 | 3     | 0      |
| 1961/62 | UA Sedan Torcy  | Francja | Division 1 | 29    | 6      |
| 1962/63 | UA Sedan Torcy  | Francja | Division 1 | 14    | 0      |

## Kariera reprezentacyjna
W reprezentacji Francji Chiarelli zadebiutował 16 kwietnia 1958 roku w zremisowanym 0:0 towarzyskim meczu ze Szwajcarią i był to jego jedyny mecz w kadrze narodowej. W tym samym roku został powołany do kadry na ten mundial. Na nim zajął z Francją 3. miejsce.
| Mecze i gole w reprezentacji | Mecze i gole w reprezentacji | Mecze i gole w reprezentacji | Mecze i gole w reprezentacji | Mecze i gole w reprezentacji | Mecze i gole w reprezentacji | Mecze i gole w reprezentacji |
| #                            | Data                         | Stadion                      | Rywal                        | Wynik                        | Gol                          | Rozgrywki                    |
| 1958                         | 1958                         | 1958                         | 1958                         | 1958                         | 1958                         | 1958                         |
| ---------------------------- | ---------------------------- | ---------------------------- | ---------------------------- | ---------------------------- | ---------------------------- | ---------------------------- |
| 1.                           | 16.04.1958                   | Paryż, Francja               | Szwajcaria                   | 0:0                          | 0                            | towarzyski                   |